# Elektroftalm
Elektroftalm (gr. ēlektron – bursztyn, elektryczność + gr. ophthalmós – oko) – urządzenie mające pomagać niewidomym w poruszaniu się. Urządzenie opracowane przez polskiego okulistę Kazimierza Noiszewskiego około 1897–1899 roku (zależnie od źródła). Na świecie było prawdopodobnie pierwszym aparatem tego typu. Składało się z fotokomórki selenowej umieszczonej na czole niewidomej osoby. Sygnał elektryczny z fotokomórki (spowodowany zmianą przewodnictwa elektrycznego selenu pod wpływem światła) był przekształcany na sygnał dźwiękowy. W ten sposób, na podstawie natężenia dźwięku, można było określać, gdzie znajdują się źródła światła lub ciemne obszary. Wadą urządzenie były duże rozmiary i duża masa.

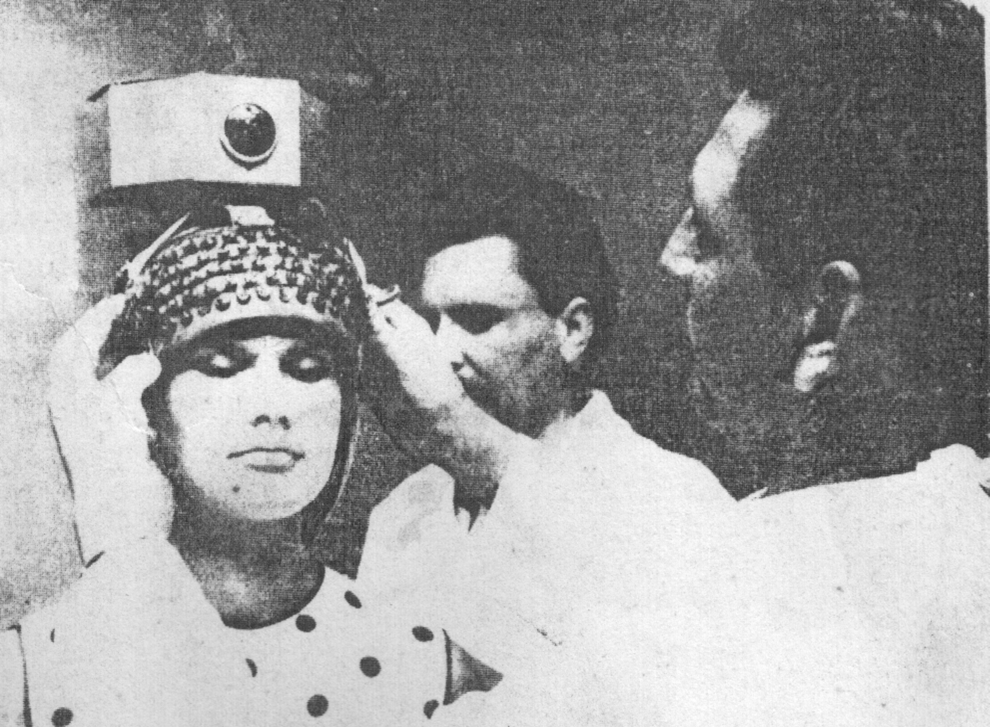
Jeden z uczniów prof. Starkiewicza, dr W. Kuprianowicz i techn. F. Petruczenko przy zakładaniu elektroftalmu na głowę pacjentki (1969)

Modyfikację elektroftalmu Kazimierza Noiszewskiego opracował Witold Starkiewicz w latach 1960–1970 w Pomorskiej Akademii Medycznej w Szczecinie. Przeprowadził szereg udanych prób prototypu urządzenia, wykorzystującego bodźce dotykowe zamiast dźwiękowych. Celem było uniknięcie sytuacji, w których „elektroftalm dźwiękowy” zakłóca odbiór innych wrażeń słuchowych, odgrywających podstawową rolę w życiu niewidomych. Konstrukcja układu wibratorów elektroftalmu, montowanych w hełmie nakładanym na głowę niewidomego, została opatentowana przez współpracowników z Polskich Zakładów Optycznych. Wibratory „rysowały” obraz otoczenia na czole. Umożliwiało to osobie niewidomej poruszanie się w specjalnie przygotowanych pomieszczeniach, z kontrastowo pomalowanymi futrynami drzwi, krawędziami mebli itp.
Szczeciński elektroftalm dotykowy był ciężki i nagrzewał się w czasie używania. Działające na podobnej zasadzie urządzenia współczesne są zminiaturyzowane. Sygnały o przeszkodach w otoczeniu mogą być odbierane np. przez receptory na powierzchni języka.

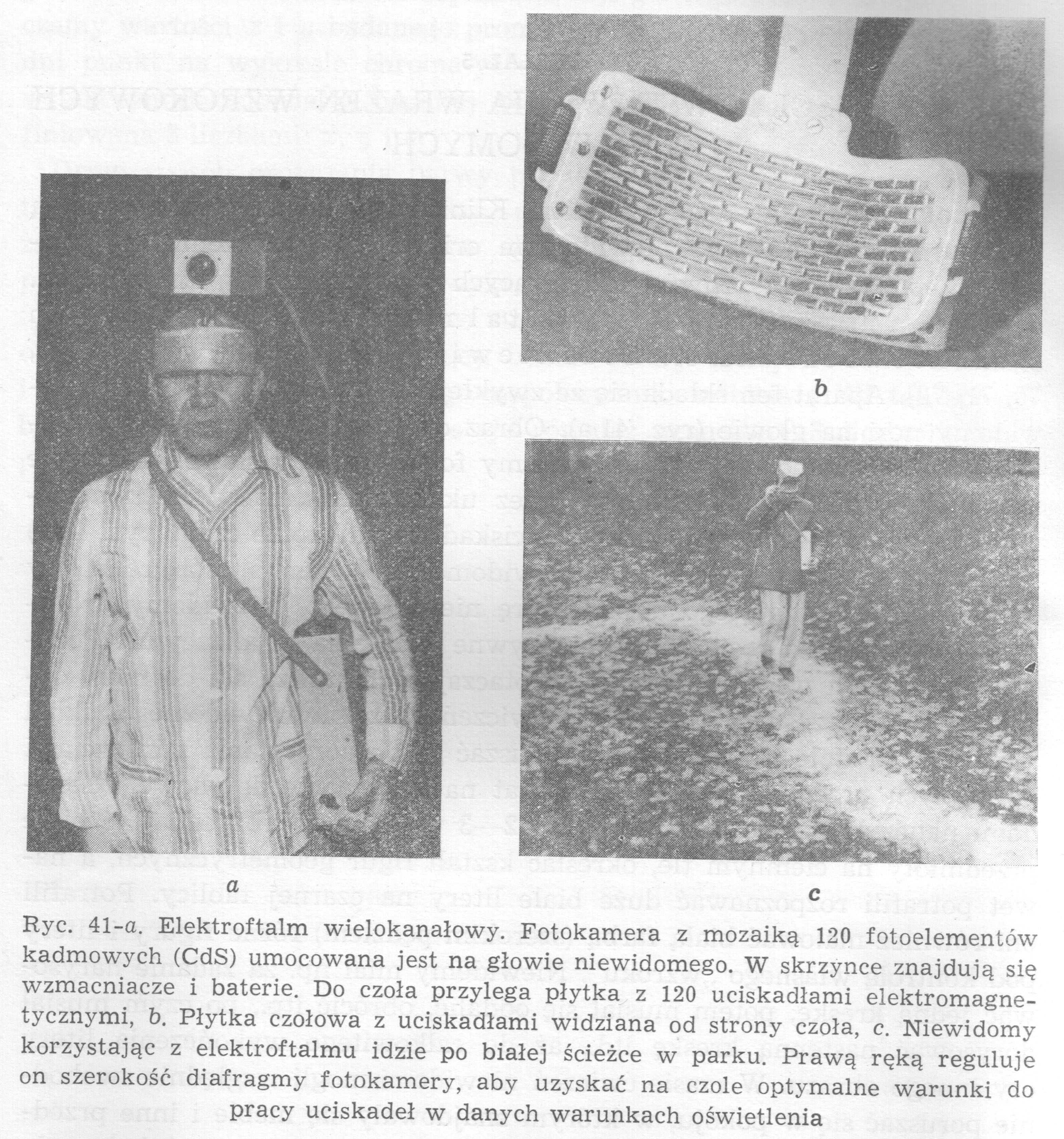
Jeden z pierwszych modeli „zastępczego oka” dla niewidomych, opracowany w Szczecinie w końcu lat 50. XX w.